# Мухаммед Абдо
Муха́ммед А́бдо (араб. محمد عبده; 1 січня 1849, Шабшир-ель-Хісса — 11 липня 1905, Александрія) — єгипетський мислитель та суспільний діяч, основоположник течії мусульманського модернізму (реформація ісламу), публіцист, учень і соратник аль-Афгані.

## Біографія
Народився в селі Шабшир-ель-Хісса (поблизу Танти, провінція Гарбія) в освіченій, але збіднілій сім'ї. Освіту отримав в богословському університеті аль-Азхар в Каїрі (1869-1877). Був викладачем, з 1876 року займався публіцистикою. У 1876 році опублікував серію статей про взаємовплив західної та східної культур. З вересня 1880 року начальник департаменту публікацій Міністерства внутрішніх справ, із жовтня 1880 року головний редактор урядового вісника «Аль-Вакаї аль Місрія».
Релігійно-філософські погляди склались під впливом ідей Джемаля ад-Діна аль-Афгані. Мухаммед був його другом, редактором його робіт на арабській мові. Активно брав участь в боротьбі проти колонізації Єгипту. У грудні 1881 року підготував програму партії Ватан. Засудив прихід армії на чолі з Орабі-пашою до влади в лютому 1882 року, відстоював необхідність політичних свобод та парламентських закладів; відмовлявся співпрацювати з хедівом Тауфіком та англійцями. Після придушення повстання Орабі-паші у вересні 1882 року, заарештований, потім висланий з Єгипту.
Жив у Бейруті, Парижі, де разом з Джемалем аль-Афгані в березні-жовтні 1884 року видавав газету «аль-Урват аль-вуска». Після її заборони виїхав до Тунісу (1884), потім до Бейруту (1885), де читав лекції по релігійно-філософським проблемам. У цей період остаточно склались погляди Мухаммеда як реформатора ісламу. У політичних поглядах розійшовся з аль-Афгані, зайняв перемирену позицію у відношенні колоніальних держав та виступаючи за поступове соціальне та політичне перетворення мусульманського світу в ліберальному дусі.
У 1889 році повернувся до Єгипту, зайняв посаду судді в суді першої інстанції, в 1895 році увійшов до ради богословського університету аль-Азхар (добився введення в програму навчання сучасних курсів математики, географії, лінгвістики, літератури тощо). У 1898 році заснував журнал «Аль-Манар», який став органом мусульманських реформаторів в Єгипті. У 1899 році назначений муфтієм Єгипту, одночасно членом Законодавчої ради. У 1900 році створив «Спілку відродження арабських наук». Виступав з лекціями в Єгипті та за кордоном (Туніс, Алжир).
Світову відомість надбали фетви (юридичні висновки) Мухаммеда, які дозволяли зображати людину та тварин, займатись відсотковими операціями, носити європейські капелюхи та інше. Розділяв релігійні погляди Л. М. Толстого, про що писав йому. Видав маками Баді аз-Замана аль-Хамадані (1889) зі своїми коментарями.

## Твори
Основні твори присвячені теології:
- Шляхи (1874)
- Трактат про єдинобожжя (1897)
- Коментарі до Корану (1904) — доведений ним до 125 вірша 4 сури.